# Boigneville
Boigneville ist eine französische Gemeinde mit 376 Einwohnern (Stand: 1. Januar 2022) im Département Essonne in der Region Île-de-France. Sie gehört zum Arrondissement Évry und ist Mitglied im Gemeindeverband Communauté de communes des 2 Vallées.
Die Einwohner werden Boignevillois und Boignevilloises genannt.

## Geographie
Boigneville liegt etwa 58 Kilometer südlich von Paris am Fluss Velvette. Die Essonne begrenzt die Gemeinde im Osten. Die Gemeinde liegt im Regionalen Naturpark Gâtinais français.

### Nachbargemeinden
Umgeben ist Boigneville von den Nachbargemeinden Prunay-sur-Essonne im Norden, Buno-Bonnevaux im Nordosten, Nanteau-sur-Essonne im Osten und Südosten, Le Malesherbois im Süden und Südwesten sowie Champmotteux im Westen.

## Bevölkerungsentwicklung
| 1962                       | 1968 | 1975 | 1982 | 1990 | 1999 | 2006 | 2019 |
| -------------------------- | ---- | ---- | ---- | ---- | ---- | ---- | ---- |
| 402                        | 366  | 367  | 333  | 451  | 461  | 427  | 387  |
| Quellen: Cassini und INSEE |      |      |      |      |      |      |      |

## Verkehr
Boigneville hat einen Haltepunkt an der Bahnstrecke Villeneuve-Saint-Georges–Montargis und wird von Pariser Vorortzügen der Linie RER D bedient.

## Sehenswürdigkeiten

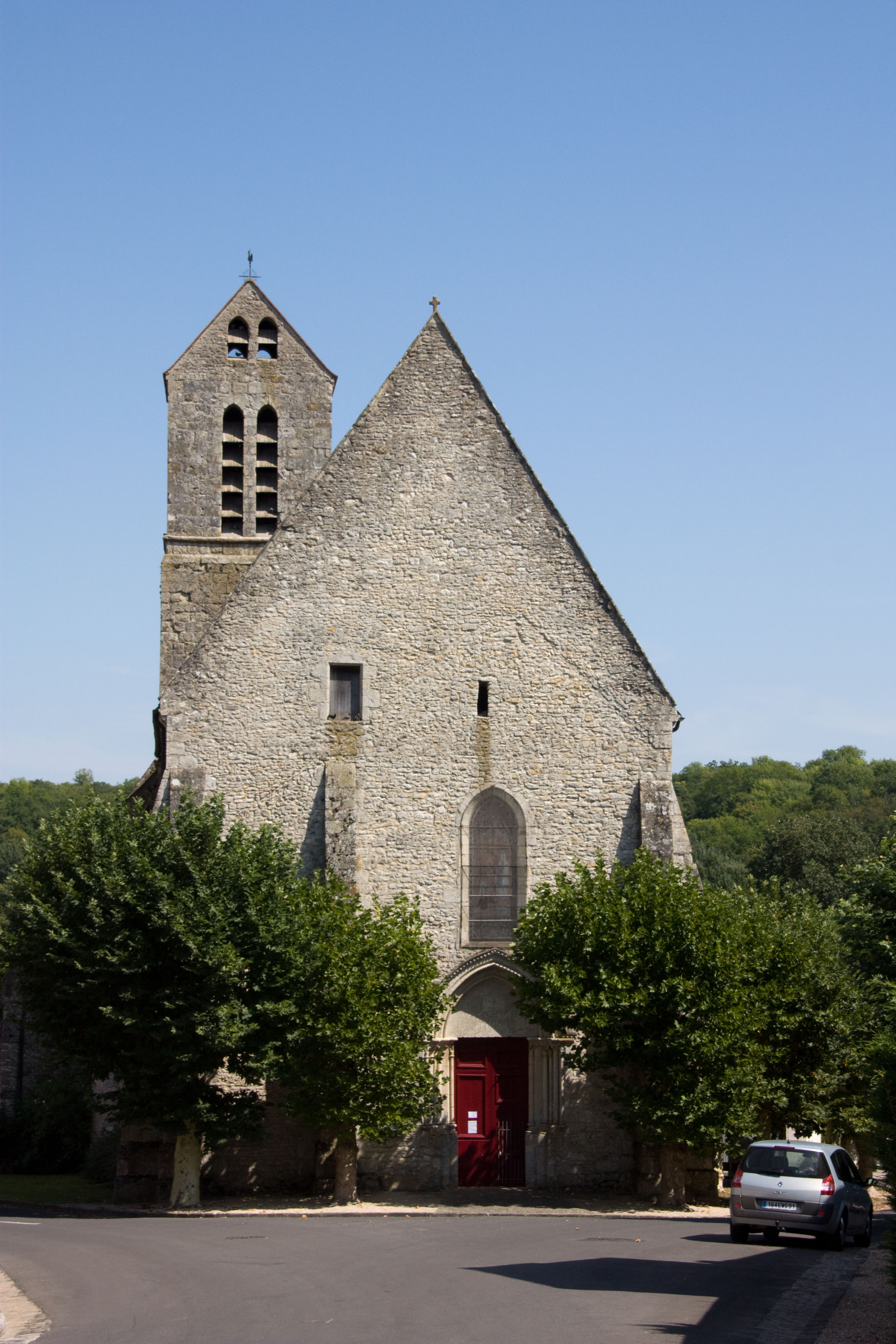
Kirche Notre-Dame-de-l'Assomption-de-la-Très-Sainte-Vierge

- Kirche Notre-Dame de l’Assomption (Mariä Himmelfahrt), Monument historique seit 1925
- Grotte von Prinvaux mit Felsritzungen, Monument historique seit 1980